# Петропавловский собор (Орёл)
Петропавловский собор — утраченный православный храм в городе Орле. Бывший кафедральный собор Орловской епархии Русской православной церкви.

#### История
6 мая 1788 году последовал именной императорский указ Екатерины II о разделении епархий Российской Церкви в соответствии с новым территориальным делением. На этом основании Святейший Синод, указом от 17 мая того же года, открыл самостоятельную епархию, на базе существовавшего Севско-Брянского викариатства, и передал в её состав все монастыри и церкви, которые были в пределах Орловского наместничества.
15 апреля 1797 года в день коронации Павла I в Заорлицкой части Орла преосвященный Аполлос заложил собор новообразованной Орловской епархии во имя Павла исповедника, патриарха Цареградского. На церемонии присутствовали все чины и представители орловского дворянства, на чьи средства и шло строительство храма.
Переводить же Орловскую архиерейскую кафедру из Севска не спешили. Старый епископ Досифей не торопился переводить архиерейский дом из Севска в Орёл. Епископ Иона, вступив во главу кафедры решил навести порядок. Большое значение для этого имел приезд императора Александра I в Орёл в сентябре 1817 года, который обратил внимание на ненормальное положение Орловской кафедры. С 1820 года кафедра была переведена в Орёл, а строящийся Петропавловский собор получил статус кафедрального.
Из-за нехватки средств строительство храма в створе Соборной и Садовой улиц проходило медленно. Собор был закончен и освящен только в 1841 году. В 1843 была закончена колокольня собора. Но из-за затянувшегося строительства здание кафедрального собора стало аварийным и в 1853 году богослужения в нём были прекращены. В 1861 году с разрешения Священного Синода собор переименовывается в Петропавловский и главный престол освящается в честь первоверховных святых апостолов Петра и Павла. В 1895 году ремонт храма завершается и кафедральный Петропавловский собор освящается чином полного освящения. Заканчивающаяся собором улица Соборная в честь увековечивания памяти земляка переименовывается в Ермоловскую. Петропавловский собор был упомянут в рассказе «Грабеж» писателя-орловца Лескова. В кафедральном соборе хранились знамёна Орловской, Севской, Кромской, Елецкой, Ливенской, Малоархангельской дружин, подаренные храму после их возвращения с крымской войны.
В разное время на службах в кафедральном соборе присутствовали императоры Александр II (лето 1867) и Николай II с наследником Алексеем (6 мая 1904), великие князья Михаил Александрович и Сергей Александрович с супругой Елизаветой Фёдоровной, другие члены царской фамилии, выдающиеся деятели Русской Православной Церкви Иоанн Кронштадтский, митрополиты Серафим (Чичагов), Флавиан (Городецкий), архиепископ Макарий (Гнеушев).

#### Советский период
После октябрьских событий возле собора было создано «Братское революционное кладбище», на котором хоронили людей, отдавших свои жизни для установлении Советской власти на Орловщине (ныне сквер перед Областной научной библиотекой им. И. А. Бунина). Здесь были захоронены красноармейцы сводного Орловского батальона, погибшие при подавлении Ливенского восстания, командир Коммунистического полка М. Г. Медведев и красноармейцы, погибшие при защите города от белогвардейцев, пролетарский поэт И. И. Селихов, генерал Л. Н. Гуртьев, подполковник С. К. Резниченко Архивная копия от 23 мая 2018 на Wayback Machine, красноармеец Т. Н. Юнникова, второй секретарь Орловского обкома ВЛКСМ Александр Бакин и другие. Останки в 1954 году перенесли на Троицкое кладбище.
В 1923 году Петропавловский собор был закрыт, все ценности изъяты, а здание конфисковано для размещения окружного (с 1937 года — областного) архива «Окрархивбюро». Высокая соборная колокольня служила пожарной каланчой, парашютной вышкой и даже радиостанцией. В 1926 году советскими властями были переименованы улицы рядом с храмом: Ермоловскую переименовали в Пионерскую, Садовая — в Максима Горького.
С 1938 начинается массовая ликвидация всех храмов и приходов. При оргкомитете ВЦИК по Орловской области 17 января 1938 года была утверждена новая комиссия по делам культа, в задачу которой входила подготовка материалов по закрытию храмов. В соответствии с проектом довоенной Генеральной схемы планировки Орла ею было принято о решение о сносе Петропавловского собора. Областной архив переводится в здание Преображенской церкви. В 1940 году Петропавловский кафедральный собор был взорван.
После войны на месте храма в Советском районе Орла долго были руины. В 1958 году на месте собора было построено здание для областной библиотеки им. Н. К. Крупской. Некоторые элементы собора сохранились в архитектуре библиотеки. Открытие библиотеки состоялось 28 февраля 1958 года.

#### Современный период
С 10 августа 1992 Орловская областная публичная библиотека по улице М. Горького 43 носит имя писателя-орловца Ивана Бунина. Среди орловцев называется «бунинкой».
В 2009 году была продолжена традиция пасхальных крестных ходов. В первый день Светлой Седмицы, святыни Православной церкви пронесли вокруг здания бывшего Петропавловского кафедрального собора.

#### Планы восстановления Петропавловского собора
В ноябре 2009 года в СМИ появилось сообщение о том, что к 450-летию города Орла будет восстановлен Петропавловский кафедральный собор. Губернатор Орловской области Александр Козлов после встречи с патриархом Московским и всея Руси Кириллом заявил о восстановлении Петропавловского собора, в рамках мероприятий по подготовке к юбилею города в 2016 году: «Наша задача — из главного собора Орла сделать тот собор, где можно было бы отпраздновать юбилей». Публичная библиотека имени Бунина будет переведена в новое просторное здание строящейся библиотеки ОГУ по улице Пионерская, на месте когда-то стоявшего орловского кадетского корпуса Бахтина (на самом деле библиотека имени Бунина осталось в здании и никогда не объединялась с библиотекой ОГУ). Архиепископ Орловский и Ливенский Пантелеимон после заявления Козлова отметил, что Петропавловский собор города Орла «Лесков запечатлел на века».
Далее дело не пошло. Отставка мэра Виктора Сафьянова в начале 2012 года и смена власти в правительстве Орловской области в марте 2014 года отменили планы по воссозданию собора.